# Pelophryne signata
Pelophryne signata är en groddjursart som först beskrevs av George Albert Boulenger 1895.  Pelophryne signata ingår i släktet Pelophryne och familjen paddor. IUCN kategoriserar arten globalt som nära hotad. Inga underarter finns listade i Catalogue of Life.